# Цинь Жэньчан
Цинь Жэньча́н (кит. 秦仁昌, пиньинь Qín Rénchāng; 1899—1986) — китайский ботаник, «отец китайской птеридологии».

## Биография
Цинь Жэньчан родился 1 марта 1899 года (по указанию самого ботаника; также указываются даты 15 февраля 1898, 16 января 1898, 16 февраля 1899) в уезде Уцзинь провинции Цзянсу. Учился в школе сельского хозяйства и лесничества, с 1919 года — в сельскохозяйственном колледже при Нанкинском университете, который окончил в 1925 году. Последующие два года работал в Юго-восточном университете. С 1927 года Цинь работал в Музее естественной истории Китайской академии.
В 1929 году Цинь Жэньчан отправился в Копенгаген для изучения папоротникообразных растений вместе с известным птеридологом Карлом Кристенсеном. В 1930 году он присутствовал на V Международном ботаническом конгрессе в Кембридже. В 1932 году вернулся в Китай, где в 1934 году основал первый в Китае, Лушаньский ботанический сад. В 1938 году в связи с начавшейся войной с Японией переехал в Куньмин. С 1945 года он работал в Юньнаньском университете.
После 1949 года Цинь был исполнительным директором Юньнаньской провинциальной службе лесничества. С 1952 года он регулярно проводил экспедиции по Юньнани для изучения перспектив создания плантаций каучуконосных растений. В 1955 году Цинь был избран членом Китайской академии наук. В том же году он был назначен директором департамента систематики растений Ботанического института в Пекине.
С 1959 года Цинь работал в редакции фундаментальной монографии Flora of China.
22 июля 1986 года Цинь Жэньчан скончался в Пекине.

## Некоторые научные публикации
- Hu H.H.; Ching R.C. Icones filicum sinicarum. — 1930—1958.
- Ching R.C. A revision of the Chinese and Sikkim-Himalayan Dryopteris with reference to some species from neighbouring regions. — Peiping, 1936—1938.
- Ching R.C.; Fu S.H.; Wang C.H.; Shing G.H. Flora reipublicae popularis Sinicae. — Peking, 1959. — Vol. 2. — 406 p.
- Ching R.C. Selected papers of Ching Ren Chang. — Beijing, 1988. — 366 p.

## Роды и некоторые виды растений, названные в честь Циня Жэньчана
- Chingiacanthus Hand.-Mazz., 1934 [= Isoglossa Oerst., 1854, nom. cons.]
- Altingia chingii F.P.Metcalf, 1931 [≡ Semiliquidambar chingii (F.P.Metcalf) H.T.Chang, 1962]
- Artemisia chingii Pamp., 1932
- Asplenium chingianum Chang Y.Yang, 1993
- Athyrium chingianum Z.R.Wang & X.C.Zhang, 1991
- Begonia chingii Irmsch., 1939
- Berberis chingii C.Y.Cheng, 1934
- Capparis chingiana B.S.Sun, 1964
- Cercis chingii Chun, 1927
- Cladrastis chingii Duley & Vincent, 2003
- Clematis chingii W.T.Wang, 1957
- Corydalis chingii Fedde, 1926
- Cryptocarya chingii W.C.Cheng, 1936
- Cyrtomium chingianum P.S.Wang, 1998
- Dioscorea chingii Prain & Burkill, 1931
- Ilex chingiana Hu & Tang, 1940
- Lindsaea chingii C.Chr., 1934
- Loranthus chingii W.C.Cheng, 1934 [≡ Scurrula chingii (W.C.Cheng) H.S.Kiu, 1983]
- Lysionotus chingii Chun ex W.T.Wang, 1983
- Mussaenda chingii C.Y.Wu ex H.H.Hsue & H.Wu, 1986
- Ophiopogon chingii F.T.Wang & Tang, 1937
- Ophiorrhiza chingii H.S.Lo, 1999
- Parathelypteris chingii K.H.Shing & J.F.Cheng, 1990
- Pedicularis chingii Bonati, 1927
- Photinia chingiana Hand.-Mazz., 1932
- Podocarpus chingianus S.Y.Hu, 1964
- Rehmannia chingii H.L.Li, 1948
- Rubus chingii Hu, 1925
- Salix chingiana K.S.Hao ex C.F.Fang & A.K.Skvortsov, 1998
- Saussurea chingiana Hand.-Mazz., 1937
- Sloanea chingiana Hu, 1930
- Smilax chingii F.T.Wang & Tang, 1934
- Stipa chingii Hitchc., 1930
- Synotis chingiana C.Jeffrey & Y.L.Chen, 1984
- Tilia chingiana Hu & W.C.Cheng, 1935
- Vernonia chingiana Hand.-Mazz., 1936 [≡ Decaneuropsis chingiana (Hand.-Mazz.) H.Rob. & Skvarla, 2007]
- Viburnum chingii P.S.Hsu, 1966
- Yushania chingii T.P.Yi, 1986